# Charles Auguste de Goyon de Matignon

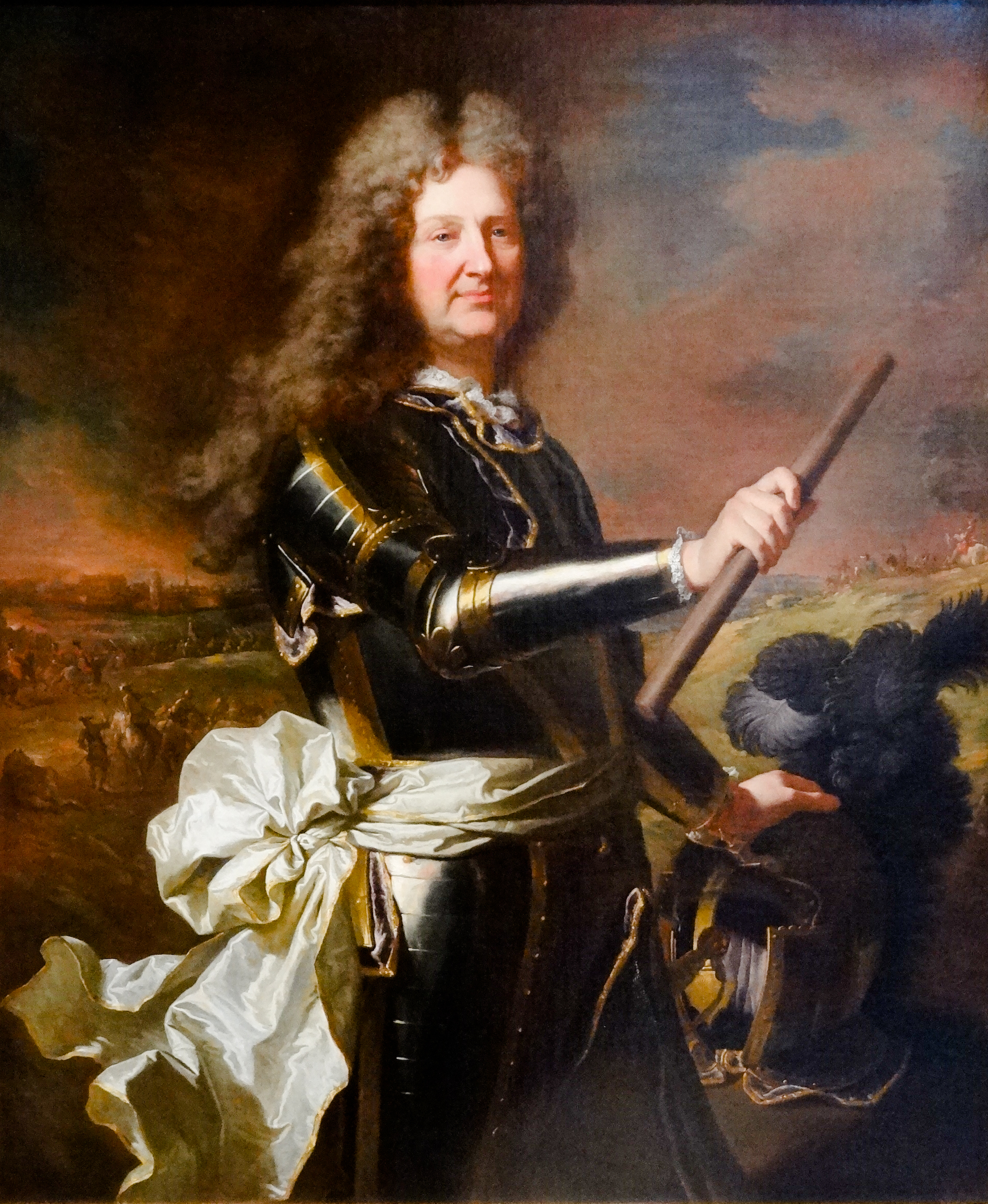
Porträt de Comte de Gacé, von Hyacinthe Rigaud, Musée des Beaux-Arts de Caen

Charles Auguste de Goyon de Matignon, comte de Gacé (* 28. Mai 1647; † 6. Dezember 1729 in Paris) war ein französischer Aristokrat und Militär, der bis zum Marschall von Frankreich befördert wurde. Er war Comte de Gacé, Baron de Bricquebec, de Blosseville, de la Houlette, et d’Orglandes.

## Leben
Charles Auguste de Goyon de Matignon war der sechste Sohn von François de Goyon, Sire de Matignon (1607–1675), Comte de Thorigny et de Gacé, Marquis de Lonray, und Anne Malon de Bercy. Er war ein Urenkel des Marschalls Jacques II. de Goÿon de Matignon.
Er trat am 26. August 1667 unter dem Namen Chevalier de Thorigny als Kornett ins Régiment Mestre de Camp Général cavalerie ein. Nachdem das Regiment 1668 reformiert worden war, schloss er sich mit dem Comte de Saint-Pol und unter dem Oberkommando des Duc de la Feuillade dem Krieg auf Kreta an und wurde bei der Belagerung von Candia (1648–1669) bei einem Ausfall im November 1668 schwer verwundet.
Bei seiner Rückkehr nach Frankreich erhielt er am 17. März 1670 die Kompanie der Chevaulegers, die bisher unter dem Kommando seines Bruders, des Comte de Gacé stand. Diese Kompanie wurde am 9. August 1671 in das Régiment du Roi cavalerie übernommen.

### Holländischer Krieg
1672 diente er in diesem Regiment im Holländischen Krieg unter dem Fürsten Condé und nahm an der Eroberung von Wesel (4. Juni) teil, an der Eroberung von Emmerich (8. Juni) und am Rheinübergang (12. Juni). 1673 wurde er in Deutschland unter Marschall Turenne eingesetzt und nahm im Februar an den Eroberungen von Unna, Kamen, Altena, Hamm und Soest teil.
1674 kämpfte er in der Schlacht bei Sinsheim (16. Juni) und in der Schlacht bei Enzheim (4. Oktober); im gleichen Jahr wurde er durch den Tod seines Bruders Charles Comte de Gacé. 1675 kämpfte er – wieder unter Turenne – bei der Eroberung von und in der Schlacht bei Türkheim (5. Januar), trug dazu bei, den Gegner aus Colmar zu verjagen (11. Januar), brachte Rufach unter die Hoheit des französischen Königs, und nahm unter dem Marquis de Rochefort an der Belagerung von Limbourg teil (Juni). Am 11. August kämpfte er in der Schlacht an der Konzer Brücke, wobei ihm der Rückzug gelang, indem er eine Schneise durch die Reihen des Gegners schlug.
1676 nahm er an den Belagerungen von Condé und Bouchain teil, sowie an der Aufhebung der Belagerung von Maastricht. 1677 wurde er in der Deutschlandarmee eingesetzt und kämpfte im Gefecht bei Kokersberg (7. Oktober) und befand sich am 14. November bei der Belagerung von Freiburg. 1678 diente er in der Flandernarmee und nahm im März an der Eroberung von Stadt und Burg Gaudat teil, dann an der Belagerung von Ypern.
1684 nahm er an der Belagerung von Luxemburg teil, das am 4. Juni von Marschall Créquy erobert wurde.
Am 8. Januar 1688 wurde er zum Generalgouverneur von La Rochelle und des Pays d’Aunis ernannt, einschließlich der Île de Ré, der Île d’Oléron, Brouage und angrenzender Gebiete; das Amt war seit der Demission des Comte de Gramont vakant. Am 24. August 1688 wurde er zum Brigadier befördert.
Am 29. März 1689 erhielt er den Rang eines Maréchal de camp und erhielt dann den Befehl, als Lieutenant-général die Landung in Irland des Königs James II. zu unterstützen, wobei er die Belagerung von Londonderry kommandierte, die am 10. Juni aufgehoben wurde.

### Pfälzischer Erbfolgekrieg
Nach seiner Rückkehr nach Frankreich Anfang 1690 diente er im Pfälzischen Erbfolgekrieg unter dem Kommando des späteren (1693) Marschalls Boufflers in der Flandernarmee und kämpfte in der Schlacht bei Fleurus (1. Juli). Unter dem Kommando des Marschalls von Luxemburg, diente er 1691 bei der Belagerung von Mons (April), schloss sich dann der Moselarmee an, die am 4. Juni unter dem Kommando Boufflers Lüttich bombardierte. Am 25. Oktober 1691 wurde im für den Winter das Kommando über die Maasregion von Charleroi bis Verdun übertragen.
1692 diente er unter Boufflers in der Moselarmee, nahm an der Belagerung von Namur teil und kämpfte in der Schlacht bei Steenkerke (3. August). Am 30. Oktober 1692 wurde ihm für den Winter das Kommando der Region zwischen Rocroi und Verdun übertragen. Am 30. März 1693 wurde er zum Lieutenant-général des Armées du Roi ernannt. In der Folge diente er in der Moselarmee unter dem Dauphin (1693) und Marschall Boufflers (1693/94), die Württember abgabepflichtig machten. Am 29. Oktober 1693 wurde ihm für den Winter das Kommando an der Maas und der Grenze der Champagne übertragen.
1695 gehörte er der Flandernarmee und Marschall Villeroy an und schlug am 14. Juli den Prince de Vaudémont. 1696/97 gehörte er wieder zu Moselarmee unter Marschall Boufflers, der bis zum Frieden von Rijswijk keine Aktivitäten mehr entwickelte.

### Spanischer Erbfolgekrieg
Im Spanischen Erbfolgekrieg diente er ab 30. Juni 1701 in der Flandernarmee unter Boufflers, ab 21. April 1702 unter dem Herzogs von Burgund und Boufflers, und nahm als Kommandeur der Infanterie am Angriff am Nimwegen teil (11. Juni), bei dem der Earl of Athlone als niederländischer Kommandeur 1200 Männer verlor.
1703 diente er in der Flandernarmee unter den Marschällen Villeroy und Boufflers, nahm an der Belagerung von Tongern teil, das am 10. Mai bezwungen wurde, und kämpfte am 30. Juni in der Schlacht von Ekeren.
1704 und 1705 war er in der Flandernarmee dem Marschall Villeroy unterstellt. Während des Feldzugs von 1705 erhielt er autonome Kommandos in der Region Antwerpen und belagerte Huy ab dem 27. Mai; die Stadt kapitulierte am 30. Mai, die Garnison am 31. Mai. Am 2. November 1706 wurde ihm für den Winter das Kommando über die Region Antwerpen vom Meer bis zur Maas übertragen.
1707 diente er unter dem Kommando des Herzogs von Vendôme und hatte im darauffolgenden Winter wieder das Kommando wie im Jahr zuvor (Anordnung vom 18. Oktober 1707).
Am 18. Februar 1708 wurde er zum Marschall von Frankreich ernannt (und nannte sich fortan „Maréchal de Matignon“), am gleichen Tag wurde ihm das Kommando über das französische Expeditionskorps übertragen mit dem der Prätendent James Francis Edward Stuart eine Landung in Schottland versuchte, und bekam dazu auch den Titel einen außerordentlichen Botschafters verliehen. Nach dem Scheitern des Expedition und seiner Rückkehr nach Flandern bekam er am dem 7. Mai das Kommando über die Flandernarmee unter dem Oberkommando des Herzogs von Burgund und des Herzogs von Vendôme und kämpfte am 11. Juli in der Schlacht bei Oudenaarde. Er nahm auch an einem Teil des Feldzugs teil, quittierte dann aber den Dienst.

### Letzte Jahre
Am 3. Juni 1724 wurde er zum Ritter im Orden vom Heiligen Geist ernannt – bat den König allerdings, diese Ernennung auf seinen Sohn zu übertragen. Er starb am 6. Dezember 1729 in Paris im Alter von 82 Jahren und wurde bei den Karmeliten im Faubourg Saint-Jacques bestattet.
Saint-Simon beschreibt ihn als „einen guten und ehrlichen Mann, aber ohne Geist, ohne Fähigkeiten, ohne Ansehen im Krieg“.

## Ehe und Familie
Charles Auguste de Goyon de Matignon heiratete am 8. April 1681 in Paris seine Braut aus einem ursprünglich aus der Bretagne stammenden, weit und auch in 
die Picardie verzweigten Geschlecht, Marie Elizabeth Berthelot, Tochter von François Berthelot, Sekretär des Königs, der 1676 den Titel Comte de Saint-Laurent erhielt, nach seinem Besitz auf der Île d’Orléans, einer Insel im Mündungsbereich des kanadischen Sankt-Lorenz-Stroms, und der 84-jährig als Conseiller d’État am 3. Juni 1712 starb, und von dessen Ehefrau Anne, geborene Regnault d'Uchy (Renault de Duchy).

Stammwappen der gräflichen Familie Berthelot de Saint-Laurent

Marie Elizabeth starb am 26. Juni 1702 im Alter von 33 Jahren und wurde bei den Karmeliten im Faubourg Saint-Jacques bestattet. Die Tochter ihres älteren Halbbruders Étienne Berthelot de Pléneuf († 1717) war ihre Nichte Jeanne-Agnès Berthelot de Pléneuf. Ihre Kinder sind:
- Louis Jean-Baptiste Goyon de Matignon (* 29. Januar 1682), Comte de Gacé et de Montmartin, Baron de Gié, Ritter im Orden vom Heiligen Geist, Gouverneur et Lieutenant-géneral du pays d’Aunis etc.; ⚭ (1) (Ehevertrag 14. April 1701) Caterine Elizabeth Goyon († 8. Juli 1706), Tochter von Jacques (III.) Goyon, Sire de Matignon, Comte Thorigny, Ritter im Orden vom Heiligen Geist, und Charlotte de Goyon de Matignon; ⚭ (2) 22. Mai 1710 Anne Marie Dreuse de Rousselet, Tochter von François Louis de Rousselet, Marquis de Châteaurenault, Marschall und Vizeadmiral von Frankreich, Ritter im Orden von Heiligen Geist, und Marie Anne Renée de la Porte d’Artois
- Eleonor Goyon de Matignon, Dr. theol. der Sorbonne, Abt von Lessay, Prior von Le Plessis-Grimoult, 8. Januar 1721 zum Bischof von Coutances ernannt, geweiht am 11. Januar 1722
- Marie Thomas Auguste Goyon de Matignon, genannt Chevalier de Matignon, dann Marquis de Matignon, Baron de Bricquebec, Comte de Bombon, de Bongay et d’Ormoy, 1. Januar 1725 Ritter im Orden vom Heiligen Geist; ⚭ (Ehevertrag vom 11. Mai 1720) Edme Charlotte de Brenne, Tochter von Basile de Brenne de Postel, Comte de Bombon, und Marie Madelene Duret de Chevery
- Sohn, genannt le Chevalier de Gacé († Februar 1707 in Lille), Oberst eines Kavallerieregiments
- Marie Anne Goyon de Matignon; ⚭ (Ehevertrag 7. Februar 1719) Henry François de Grave, Marquis de Solas, Baron de Lattes, Herr der Altstadt von Montpellier, Oberst eines Infanterieregiments, Sohn von Philippe de Grave, Seigneur de Saint-Martin-entre-deux-eaux, Baron de Villefargeau, Premier maître de la garderobe de Philippe de France, duc d’Orléans, und Diane, Marquise de Solas
- Marie Elizabeth de Goyon de Matignon; ⚭ Juni 1720 Jacques Claude Augustin de la Cour, Seigneur de la Cour et de Baleroi, Oberst eines Dragonerregiments, Sohn von Jacques de la Cour, Seigneur de Baleroi, Maître des requêtes, und Madelene Charlotte Emilie le Fevre de Caumartin